# 滝トールのおつかれさん!
『桂吉の丞のおつかれさん!』（かつらきちのじょうのおつかれさん）は、KBS京都ラジオで放送中のラジオ番組。
2011年5月3日にスタートした番組で、当時のタイトルは『滝トールのおつかれさん!』。毎週火曜日の18:00 - 21:00（ナイターオフシーズンはパートI 18:00 - 19:00、パートII 19:30 - 21:00。フリーウェーブ枠）に放送されている。
『羽川英樹の京・奈良・近江 みつけ旅』が終了した2015年3月までは、ナイターシーズンは毎週火曜日18:00 - 19:30の放送、ナイターオフシーズンは毎週火曜日のパートI 18:00 - 19:00、パートII 19:30 - 21:00の放送であった。
2020年秋改編より滝トールのパーソナリティ降板（後述）に伴い『おつかれさん!』に改題。その後、2022年春改編でパーソナリティの変更により現在のタイトルに変更された。

## 概要
前番組『田渕岩夫の6時です!』のパーソナリティであった田渕岩夫が、クール途中で突然降板した。その際、パートナーであった和泉夏子はその理由を知らないままの降板劇であったという。本番組開始1週間前となる2011年4月26日、ロビーで打ち合わせが行われ、番組タイトルが決定された。構成作家・滝の案「ルート来た」と、和泉の案「おつかれさん」のうち、「おつかれさん」に決まった。「夕方にみなさんにおつかれさんゆうて気楽に楽しんでもらえるように」との和泉の思いが込められている。
2012年1月、ディレクターが交代。
2012年6月12日は、和泉の夏休み（ハワイ旅行）のため、同じ事務所（オフィスキイワード）の南かおりがアシスタントを務める。
2015年8月25日は滝の体調不良のため、梶原誠が代演（「KBS京都入社20年梶原誠の華麗なアナウンサー生活」）。当日の放送では「突然の夏休み」と発表したが、「ほっかほかラジオ」に、滝がイベントの司会を休んだ、とのリスナー情報が寄せられていた。8月18日の放送（イチリク渡辺美里）終了後にめまい（前庭神経炎）で倒れ入院、9月1日（イチリク今井美樹）復帰。
2019年1月30日放送をもって、滝が体調不良による休養のため、しばらく休演となり、2月7日から3月26日まで梶原が代演した。4月2日より滝が一時復帰したが、5月7日から再び休演。この間は滝に代わり、かみじょうたけしが代演している。その後、滝は9月3日より復帰した。2020年3月31日より滝が再度休養に入り、梶原が休養中の代演を務めたが、同年9月22日の放送で滝がパーソナリティから「ご意見番」となることが発表され、翌週9月29日放送より番組名の滝の名義を外して『おつかれさん!』として改題し放送。2021年春の改編で梶原が降板し、代わって同じくKBS京都アナウンサーの森谷威夫が起用された。2021年10月26日、滝が「ご意見番」として約1年7か月ぶりにスタジオに出演した。
2022年春の改編で、森谷、和泉が3月22日を最後に降板し、代わって同月29日の放送から落語家の桂吉の丞とタレントの岩井万実が新たに起用されることとなり、番組名も『桂吉の丞のおつかれさん!』に改題した。滝は引き続き「ご意見番」として続投する。

## パーソナリティ

### メインパーソナリティ
- 桂吉の丞：2022年3月29日 -

2015年3月まで『桂塩鯛のサークルタウン』のリポーターを務めていた。

### アシスタント
- 岩井万実：2022年3月29日 -

水曜日の昼ワイド『チキチキ遠藤Nami乗りジョニー』に当時産休中だった遠藤奈美に代わって2020年12月2日から2022年4月27日まで出演していた。2022年9月6日は新型コロナウイルス感染のため休演し、タレントの吉田奈央が代役を務める。

### ご意見番
- 滝トール

放送開始から2020年9月22日までメインパーソナリティとして出演（実質的に同年3月24日がメインパーソナリティとしての最終出演）。「ご意見番」としての初出演は2021年10月26日。

### 過去の出演者
- 梶原誠（KBS京都アナウンサー）

2020年9月29日 - 2021年3月23日（滝休養中の代理、2019年2月7日 - 3月26日、8月6日、2020年3月31日 - 9月22日）
- かみじょうたけし

滝休養中の代理、2019年5月7日 - 8月27日（8月6日を除く）。
- 森谷威夫（KBS京都アナウンサー）

2021年3月30日から2022年3月22日までのメインパーソナリティ。
- 和泉夏子

放送開始から2022年3月22日までアシスタントを務めた。前番組『田渕岩夫の6時です!』から続投番組降板後も「住まいの健康一番」コーナーは引き続き担当。

## コーナー
- 教えて山口先生

前々番組『男と女のおしゃべりナイト』、前番組『田渕岩夫の6時です!』から継続。
インプラントを中心に、様々な歯や口の健康、エイジングケア（アンチエイジングと言わないように注意されている）について勉強するコーナー。講師は山口歯科医院理事長の山口貴史。ピンチヒッターとして山下順司、小林達也、上田誠一郎が出演したこともある。
- 万実の奈良だより

奈良出身の岩井が奈良のとっておきな情報を伝える。　　　　　　　　　
- 住まいの健康一番

桂の四方山話。桂が1週間の出来事を語る。
- 吉の丞の三大噺

桂がリスナーから寄せられたお題を3つ選び、そのお題に沿って生放送中に披露する。ナイターオフシーズンは6時40分頃にお題を3つ選び、パート2開始直後の7時35分過ぎに小噺を披露。2022年11月下旬からは岩井が桂の小噺の内容を採点するという内容が追加された。ナイターシーズンは、7時半前にお題を発表し、テーマリクエストを進行しつつ小噺ネタを考え、8時台前半に小噺を披露。
- おつかれさん!的テーマリクエスト

リスナーから寄せられた、テーマに沿ったリクエスト曲をかける。テーマは前週の放送のコーナー終わりに発表される。
- 吉の丞の三大噺生披露

マリリンのテーマリクエストの前に選んだリスナーから届いたお題を3つ選び、マリリンのテーマリクエストの間に小噺を考え、披露するコーナー。最初は簡単なものが多かったが、桂を困らせようと難しいお題を送るリスナーが増えてきた。
- ご意見番の部屋

ご意見番の滝がゲストを迎えて話を聞くコーナー。不定期。
- ご意見番登場

滝が番組を聴いて思った事をベスト3形式で発表。不定期。
- 桂吉の丞の芸能大目玉

桂が1週間のエンタメや落語界の話題を語り、褒めるか大目玉と叫ぶかどうか判定する。
- 万実のイマコレ

前任の和泉から岩井が引き継ぎ、今はやりのトレンド情報を伝えるコーナー。

## 番組イベント
- 『滝トールのおつかれさん！』 インプラント＆お口の健康セミナー ～歯のビューティー&エイジングケアで、おつかれさん!～（2012年10月21日　京都ロイヤルホテル&スパ）

ほか